# The Load-Out/Stay
The Load-Out / Stay zijn twee nummers van Jackson Browne. Ze zijn afkomstig van zijn livealbum Running on Empty. De twee tracks zijn opgenomen in de Merryweather Post Pavillion te Columbia (Maryland) op 27 augustus 1977. De nummers staan ieder als aparte track vermeld, doch ze gaan pauzeloos in elkaar over.
The Load-Out is een eerbetoon aan roadies en publiek van artiesten en in het bijzonder die van Browne. Terwijl hij naar het hotel mag, moeten roadies het hele podium afbreken, "inschepen" om het de volgende dag weer "uit te schepen" en op te bouwen en zo een gehele tournee lang. Jackson begint het lied zichzelf begeleidend op de piano; vervolgens zet de steelgitaar in om vervolgens de band toe te laten. Het gaat zonder pauze over in het volgende nummer.
Stay is een cover van de doo-wophit van Maurice Williams & the Zodiacs uit 1960. Het sluit naadloos aan op zijn voorganger, maar qua thema staat het er haaks op. De artiest wil nog best verder spelen, als het publiek het maar wil. Het lied ging oorspronkelijk over de poging van de schrijver om zijn vriendinnetje wat langer bij zich te houden; de tekst werd aangepast naar een onderwerp dat voor artiesten geldt.

## Lijsten
De combinatie is nooit als single verschenen, maar kreeg in deze samenstelling veel airplay tijdens de uitgifte van Stay, dat wel als single verscheen; doch alleen in de Verenigde Staten werd de single een succes (plaats nr. 20). In Nederland staat het wel relatief hoog genoteerd in de Radio 2 Top 2000 voor een nummer dat nooit als single is uitgegeven.

### NPO Radio 2 Top 2000
| Nummer met noteringen in de NPO Radio 2 Top 2000 | '99 | '00 | '01 | '02 | '03 | '04 | '05 | '06 | '07 | '08 | '09 | '10 | '11 | '12 | '13 | '14 | '15 | '16 | '17 | '18 | '19 | '20 | '21 | '22 | '23 | '24 |
| ------------------------------------------------ | --- | --- | --- | --- | --- | --- | --- | --- | --- | --- | --- | --- | --- | --- | --- | --- | --- | --- | --- | --- | --- | --- | --- | --- | --- | --- |
| The Load-Out/Stay                                | 438 | 177 | 114 | 80  | 100 | 109 | 95  | 91  | 74  | 88  | 80  | 95  | 108 | 128 | 131 | 95  | 104 | 139 | 150 | 231 | 230 | 303 | 249 | 331 | 383 | 372 |

1. ↑  Een vetgedrukt getal geeft de hoogste notering aan.

### Evergreen Top 1000
| Evergreen Top 1000 "The Load Out/Stay" | Evergreen Top 1000 "The Load Out/Stay" | Evergreen Top 1000 "The Load Out/Stay" | Evergreen Top 1000 "The Load Out/Stay" | Evergreen Top 1000 "The Load Out/Stay" | Evergreen Top 1000 "The Load Out/Stay" | Evergreen Top 1000 "The Load Out/Stay" | Evergreen Top 1000 "The Load Out/Stay" | Evergreen Top 1000 "The Load Out/Stay" | Evergreen Top 1000 "The Load Out/Stay" | Evergreen Top 1000 "The Load Out/Stay" | Evergreen Top 1000 "The Load Out/Stay" | Evergreen Top 1000 "The Load Out/Stay" | Evergreen Top 1000 "The Load Out/Stay" | Evergreen Top 1000 "The Load Out/Stay" | Evergreen Top 1000 "The Load Out/Stay" | Evergreen Top 1000 "The Load Out/Stay" |
| Jaar                                   | 2008                                   | 2009                                   | 2010                                   | 2011                                   | 2012                                   | 2013                                   | 2014                                   | 2015                                   | 2016                                   | 2017                                   | 2018                                   | 2019                                   | 2020                                   | 2021                                   | 2022                                   | 2023                                   |
| -------------------------------------- | -------------------------------------- | -------------------------------------- | -------------------------------------- | -------------------------------------- | -------------------------------------- | -------------------------------------- | -------------------------------------- | -------------------------------------- | -------------------------------------- | -------------------------------------- | -------------------------------------- | -------------------------------------- | -------------------------------------- | -------------------------------------- | -------------------------------------- | -------------------------------------- |
| Positie                                | -                                      | -                                      | -                                      | -                                      | -                                      | -                                      | -                                      | -                                      | -                                      | 276                                    | 161                                    | 130                                    | 155                                    | 138                                    | 137                                    | 178                                    |